# Tripura
Tripura este un stat din nord-estul Indiei. Antepenultimul ca suprafață stat din țară, acoperă 10.491 kilometri pătrați (4.051 mi2) și se învecinează cu Bangladesh la nord, sud și vest, iar cu statele federale indiene Assam și Mizoram la est. În 2011 statul avea 3.671.032 de locuitori, reprezentând 0,3% din populația țării.
Teritoriul Tripurei de astăzi - condus timp de câteva secole de dinastia Manikya - făcea parte dintr-un stat princiar independent aflat sub protectoratul Imperiului Britanic. Regatul independent Tripuri (cunoscut și sub numele de Hill Tippera) a aderat la India independentă în 1949.

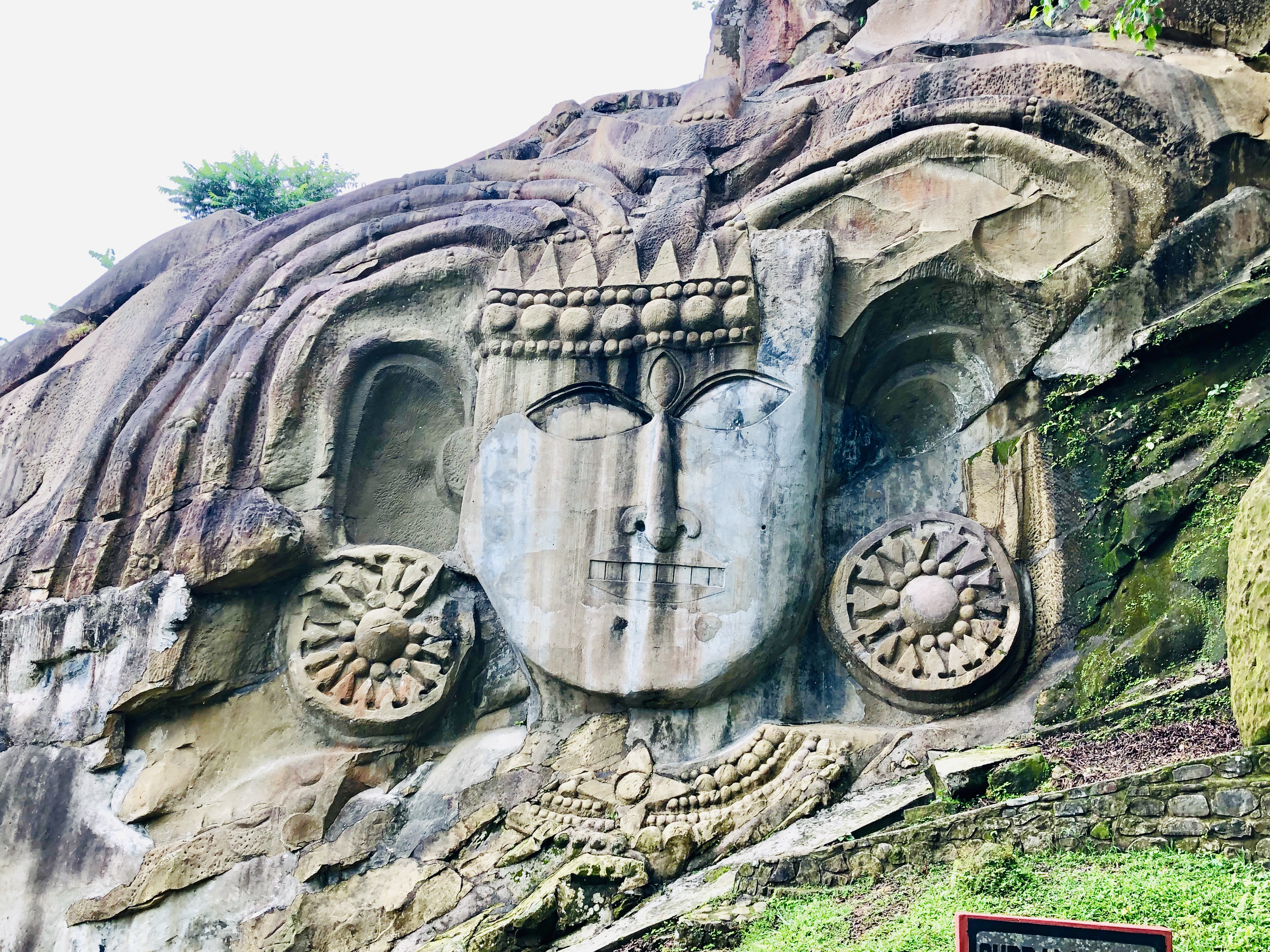
Sculpturi cioplite în stâncă la Unakoti

Tripura se află într-o locație din India dezavantajată geografic, deoarece o singură autostradă majoră, Autostrada Națională 8, o leagă de restul țării. Cinci lanțuri muntoase - Boromura, Atharamura, Longtharai, Shakhan și Jampui - se întind de la nord la sud; capitala statului, Agartala, este situată pe o câmpie în vest. Statul are un climat de savană tropicală și se bucură de ploi abundente sezoniere aduse de musonul sud-vestic. Pădurile acoperă mai mult de jumătate din teritoriu, hățișurile de bambus și trestie fiind obișnuite. Tripura are cel mai mare număr de specii de primate dintre toate statele indiene. Datorită izolării geografice a statului progresul economic este lent. Sărăcia și șomajul continuă să afecteze Tripura, care are o infrastructură subdezvoltată. Majoritatea locuitorilor se ocupă cu agricultura și activitățile conexe, deși sectorul serviciilor este cel mai mare contribuitor la produsul intern brut al statului.

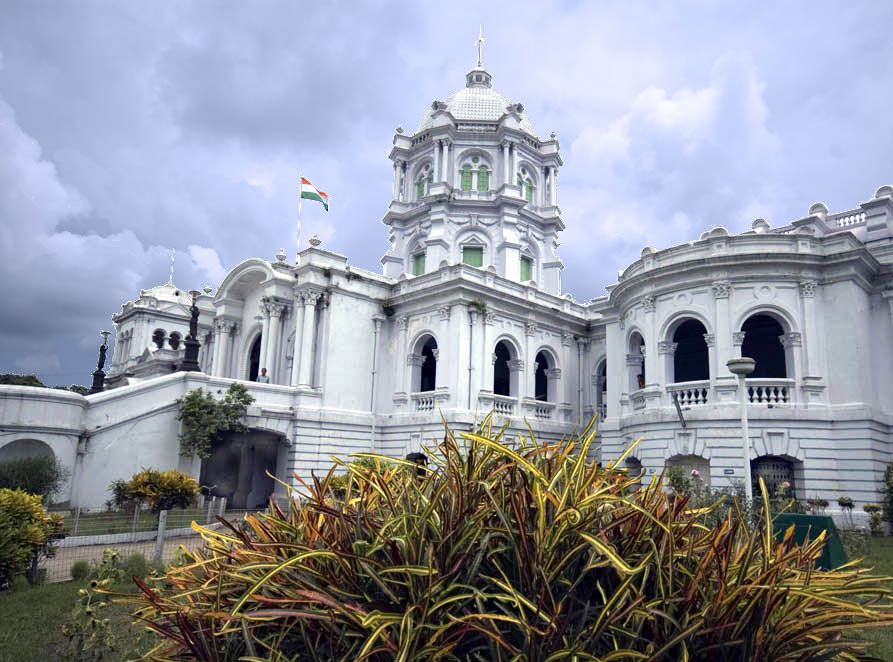
Palatul Ujjayanta în Agartala

Potrivit recensământului din 2011 Tripura este unul dintre cele mai alfabetizate state din India, cu o rată de alfabetizare de 87,75%. Principalele elemente culturale indiene coexistă cu practicile tradiționale ale grupurilor etnice, cum ar fi diferite dansuri pentru a celebra ocazii religioase, nunți și festivități; utilizarea instrumentelor muzicale și a hainelor realizate local și venerarea zeităților regionale. Sculpturile din siturile arheologice Unakoti, Pilak și Devtamura oferă dovezi istorice ale fuziunii artistice între religiile organizate și cele tribale.

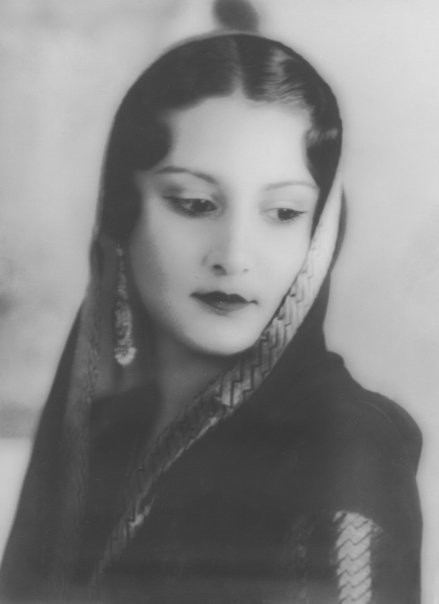
Regina Kanchan Prabha Devi a semnat aderarea la India

La recensământul din 2001 bengalezii reprezentau aproape 70% din populația Tripurei, în timp ce populația tripuri se ridica la 30%. „Triburile recunoscute ” ale statului, grupuri de persoane defavorizate istoricește recunoscute de constituția țării, sunt formate din 19 grupuri etnice și multe subgrupuri, cu limbi și culturi diverse. În 2001 cel mai mare dintre aceste grupuri au fost vorbitorii limbii kokborok, 543,848 de persoane, ceea ce reprezintă 17,0 la sută din populația statului și 54,7 la sută din populația „triburilor recunoscute“. Celelalte grupuri majore, în ordine descrescătoare, au fost reang (16,6% din populația indigenă), jamatia (7,5%), chakma (6,5%), halam (4,8%), mog (3,1%), munda (1,2%), kuki (1,2%) și garo (1,1%).
Bengali este cea mai răspândită limbă.Limba kokborok este vorbită pe larg de membrii triburilor din Tripura. Mai multe alte limbi, cum ar fi mog, odia, bishnupriya manipuri, manipuri, halam, garo și chakma, aparținând familiei indo-europene și celei sino-tibetane, sunt vorbite în stat. Thadou, o limbă aproape dispărută, era vorbită în 2012 de doar patru persoane dintr-un singur sat.
Conform recensământului din 2011 hinduismul este religia majoritară a statului, profesată de 83,40% din populație. Musulmanii reprezintă 8,60% din populație, creștinii 4,35% și budiștii 3,41%.